# Iglesia católica en la República Checa

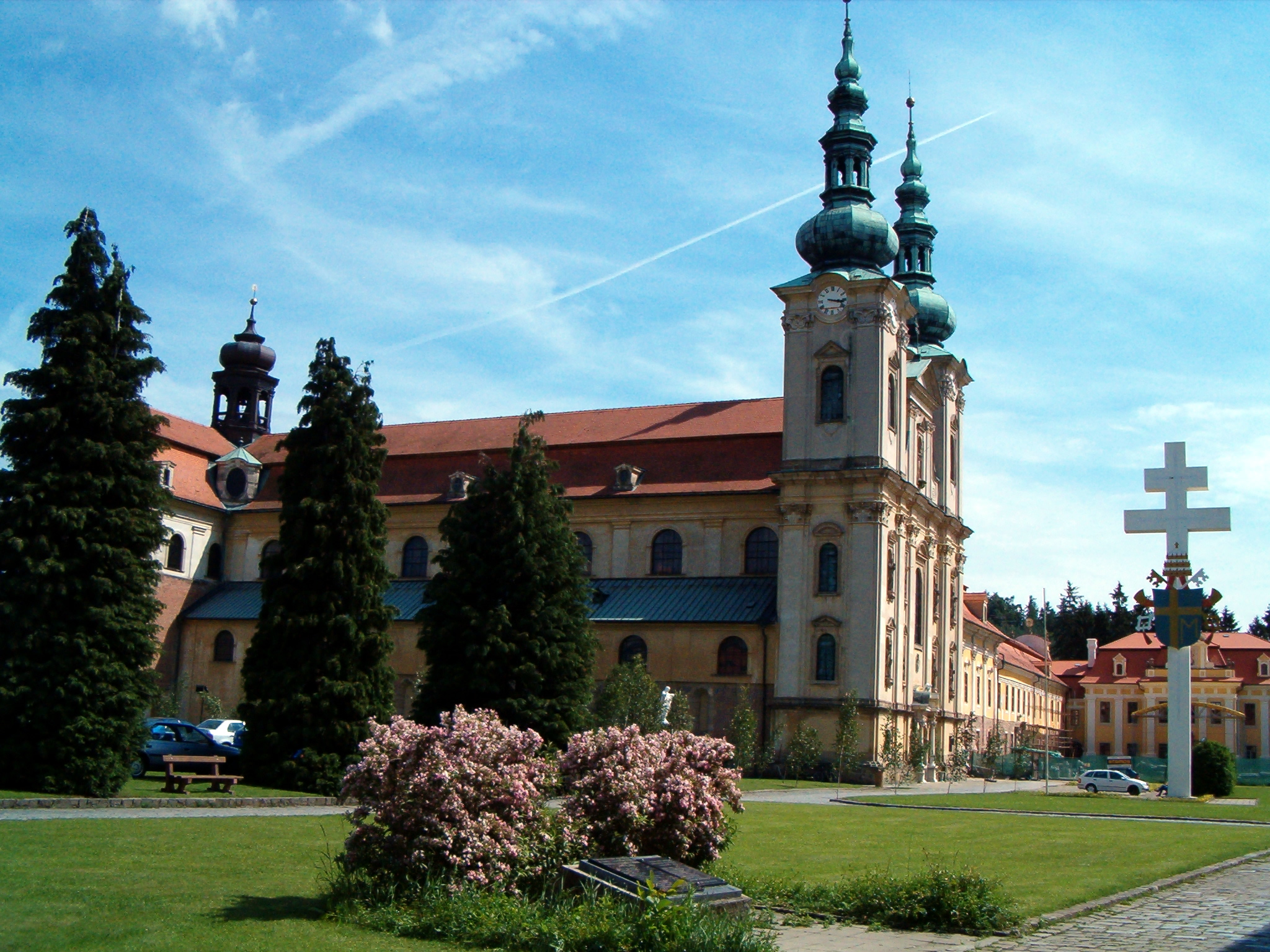
Velehrad, el santuario más célebre de la República Checa.

La Iglesia católica cuenta con 1.083.899 fieles en la República Checa, según el censo de 2011, lo que supone el 10,26% de la población. Hay unos 3,5 millones de bautizados (aproximadamente 3,35 millones según el rito romano y unos 177.700 según el rito bizantino).

## Bautizados, creyentes y practicantes
| Año  | Creyentes católicos |
| ---- | ------------------- |
| 1921 | 8.201.464 (81,97 %) |
| 1930 | 8.378.079 (78,49 %) |
| 1950 | 6.792.046 (76,35 %) |
| 1991 | 4.021.385 (39,03 %) |
| 2001 | 2.740.780 (26,79 %) |
| 2011 | 1.083.899 (10,26 %) |

En el último censo (2011) 1.083.899 personas se declararon católicas, lo que supone un 10,26% de la población total, y una disminución de 1,6 millones de creyentes, (el 60,45%), con respecto al censo de 2001.
En el censo de 2001 se declararon católicas 2.740.780 personas (el 26,8% de la población), reflejando una disminución con respecto a los datos del censo anterior (1991) de alrededor de 1,3 millones de creyentes (en ese entonces, el 39% de la población). Esta diferencia se ha explicado por la disminución de popularidad de las religiones después de la euforia de la caída del comunismo. También, existe el efecto del cambio generacional, pues la mayoría de los creyentes pertenecen a las generaciones que nacieron antes de la caída del muro de Berlín. Además, en 2009, la agencia de investigación STEM encontró que el 30% de los católicos encuestados creen que su Iglesia es una organización no útil.
La distribución de los creyentes dentro de la República Checa no es uniforme. En general, el catolicismo está más asentado en las zonas rurales que en las urbanas y más en Moravia que en Bohemia. En la provincia eclesiástica de Moravia los creyentes son aproximadamente un 37,65% (y un 41,87% los bautizados sobre el total de habitantes), mientras que la provincia eclesiástica de Bohemia son cerca de un 19,69% (y 26,48% de bautizados). La diócesis con el mayor número de creyentes es la archidiócesis de Olomouc (un 41,39% los creyentes y un 53,20% los bautizados), seguido de la diócesis de Brno (39,37% de creyentes). La diócesis con menos porcentaje de creyentes católicos es la diócesis de Litoměřice ( la región de los Sudetes, con un 12,8% de creyentes y 20,67% de bautizados).
El número de practicantes es incluso más pequeño. La Conferencia episcopal checa organizó un censo de los fieles que asistieron a las misas de precepto de Pascua de los años 1999 y 2004. En 1999 asistieron 414.539 fieles (sin incluir la diócesis de Litoměřice), mientras que en 2004 hubo 405.446 asistentes (incluyendo la diócesis de Litoměřice).

## Estructura
La estructura de la iglesia particular checa se organiza territorialmente en 8 diócesis (dos de ellas, archidiócesis) que están encuadradas en dos provincias eclesiásticas de rito latino. El arzobispo de Praga es el Primado de la Iglesia católica checa. Además, existe un Exarcado apostólico de rito bizantino y un vicariato militar que se ocupa de los fieles católicos en las fuerzas armadas, en las fuerzas de seguridad y en prisiones. 

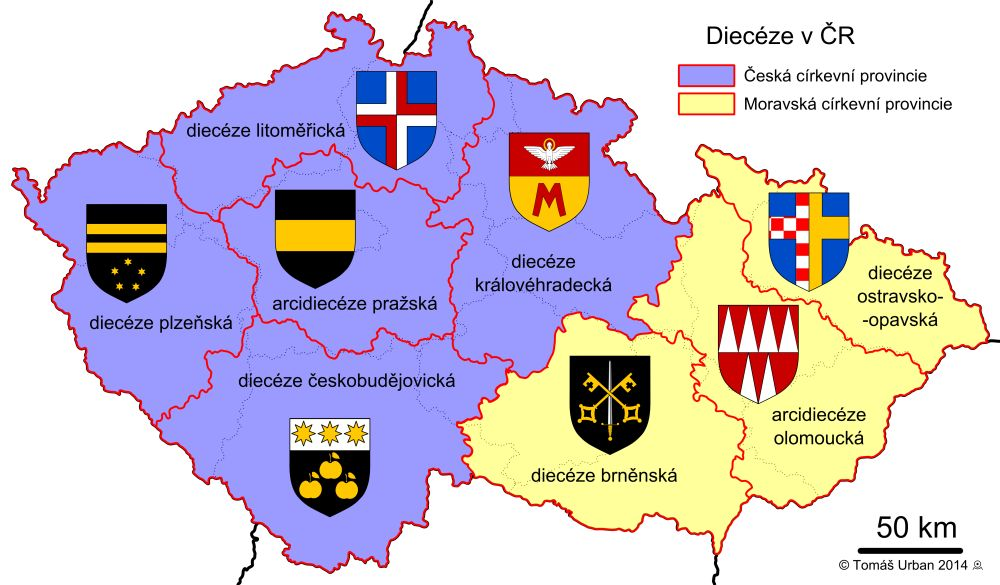
Las Diócesis católicas de rito romano en Chequia.

### Provincia eclesiástica de Bohemia
- Archidiócesis de Praga, erigida en el año 973 como obispado sufragáneo del Arzobispado de Maguncia unido al Obispado de Ratisbona, elevada a archidiócesis el 30 de abril de 1344, actualmente con las diócesis sufragáneas de:
  - Diócesis de České Budějovice (Budweis), erigida en 1785
  - Diócesis de Hradec Králové (Königgrätz), erigida en 1664
  - Diócesis de Litoměřice (Leitmeritz), erigida en 1655
  - Diócesis de Plzeň (Pilsen), establecida en 1993

### Provincia eclesiástica de Moravia
- Archidiócesis de Olomouc, sucesora el obispado de Moravia erigido por San Metodio, establecida como obispado en 1063 y elevada a archidiócesis el 5 de diciembre de 1777, actualmente con las diócesis sufragáneas de:
  - Diócesis de Brno (Brünn), erigida en 1777
  - Diócesis de Ostrava-Opava (Ostrau-Troppau), establecida en 1996

### Exarcado de rito bizantino
- Exarcado apostólico de la República Checa, para los fieles de rito bizantino de la Iglesia católica bizantina rutena, (es una diócesis immediatamente sujeta a la Santa Sede, erigida en 1996 por el Papa Juan Pablo II)

### Diócesis de jurisdicción personal
- Vicariato militar de la República Checa, establecido en 1998, se ocupa de los fieles católicos en las fuerzas armadas, en las fuerzas de seguridad y en prisiones.

### Diócesis titular
El Obispado de Litomyšl fue una diócesis, la segunda (cronológicamente hablando, año 1344) de Bohemia, que desapareció en 1554 como consecuencia de las guerras husitas y el triunfo de la Reforma. Tradicionalmente, el obispo auxiliar emérito de la archidiócesis de Praga es el obispo titular de Litomyšl.

## Estadísticas

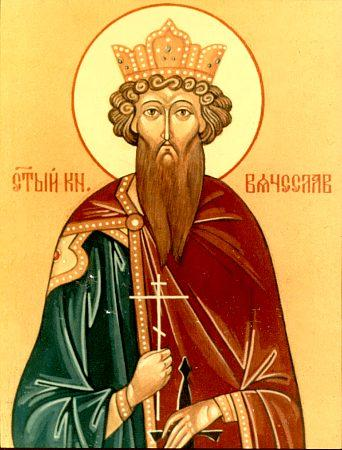
Inscripciones en eslavo eclesiástico en la República Checa, iconos de San Wenceslao

La Iglesia Católica tiene (año 2009) en Chequia veinte obispos (entre ellos un cardenal-arzobispo, el de Praga, y un arzobispo, el de Olomouc), y la Iglesia católica griega tiene tres exarcas (obispos). Hay 1.370 sacerdotes diocesanos, 586 sacerdotes religiosos (con un total de 1.956 sacerdotes), 178 diáconos permanentes, 116 frailes, 1.609 monjas, 160 miembros de institutos seculares y 1.109 catequistas. En los seminarios superiores se están capacitando 184 seminaristas. No son suficientes para desarrollar la labor pastoral, por lo que en la actualidad hay unos 200 sacerdotes polacos de apoyo en Chequia.